# Политика Онтарио
Поли́тика Онта́рио сосредоточена вокруг однопалатного законодательного органа Законодательное собрание Онтарио, функционирующего по вестминстерскому образцу. Обычно политическая партия, занявшая наибольшее число кресел в законодательном органе, формирует правительство, а глава этой партии становится премьер-министром провинции (то есть главой правительства). Обязанности королевы Елизаветы II исполняет лейтенант-губернатор Онтарио. Лейтенант-губернатора назначает генерал-губернатор Канады по рекомендации премьер-министра Канады.
Три главных политических партии: Прогрессивно-консервативная партия Онтарио, Либеральная партия Онтарио и Новая демократическая партия Онтарио. Строго придерживающаяся традиций христианская Партия коалиции семей Онтарио и онтарийское отделение Зелёной партии уже получали некоторую поддержку, но никогда не занимали кресел в законодательном органе.

## Большая синяя машина: 1943—1985
Прогрессивно-консервативная партия господствовала в онтарийской политике с 1943 по 1985 и поэтому заслужила прозвище The Big Blue Machine (Большая синяя машина). В этот период партией руководили Red Tory: премьер-министрами поочерёдно становились Джордж Дрю, Лесли Фрост, Джон Робартс и Билл Дэвис. Их правительства проводили самую прогрессивную политику в провинции: создали Кодекс прав человека Онтарио, ряд государственных компаний и реализовали в провинции современный принцип государства-покровителя. В 1985 же взамен популярного Билла Дэвиса прогрессисты-консерваторы избрали себе в руководители Фрэнка Миллера, что означало значительное перемещение партии вправо. Это решение оказалось очень непопулярным. После 42 лет у власти консерваторы на провинциальных выборах смогли добиться правящего меньшинства с перевесом лишь в 4 кресла над либеральной партией. В следующий раз они получили ещё меньше процентов голосов, чем либералы. Миллер попытался на скорую руку создать союз с НДП, как уже делал Дэвис во время нахождения в меньшинстве (с 1975 по 1981), но ему не удалось обеспечить их поддержку. Коалицию с НДП Боба Рея образовали либералы Дэвида Питерсона, и им удалось отстранить Миллера от власти и положить конец самой долгой политической династии в канадской истории.

## Десятилетие потрясений: 1985—1995
Питерсону удалось придать энергии своей партии, чтобы привести её к власти. Коалиция либералов и новодемократов с 1985 по 1987 успешно работала во главе с Питерсоном в качестве премьер-министра. В обмен на поддержку новодемократами определённой либеральной политики и во избежание их выхода из коалиции, что привело бы к свержению правительства Питерсона, либералы согласились проводить ту часть политики НДП, которой противодействовал Миллер. Однако на выборах 1987 либералам Питерсона удалось набрать в законодательном органе существенное большинство, что положило конец коалиции с новодемократами, продлившейся два года. Итоги же правления Питерсона оцениваются скорее умеренно. Пять лет его правления оказались лучшими годами Онтарио в экономическом плане; однако к концу его срока увеличились правительственные расходы. В 1990, несмотря на предсказание правительством бюджетного профицита, либералы образовали в бюджете Онтарио дефицит в 3 миллиарда $.

### Общественный договор
Либеральная партия дорого заплатила за своё решение объявить выборы в 1990, лишь через три года нахождения у власти. Пока Питерсон не объявил выборы, по опросам его правительство поддерживали 54 % избирателей; но ранние выборы, которые воспринимались населением как высокомерность, сопряжённые с высокими запросами преподавателей, экологов и врачей обернулись против него и привели к проигрышу. Это были одни из самых неожиданных результатов выборов в онтарийской истории, когда к власти пришла НДП, формирующая правительство большинства во главе с Бобом Реем, хотя она её и поддержали лишь 37 % избирателей. Это правительство стало вторым социал-демократическим правительством Онтарио (после правительства Объединённых фермеров Эрнеста Чарльза Друри с 1919 по 1923), а его результат обеспечивал НДП власть в Онтарио в начале следующего десятилетия.
Кампания НДП касалась, главным образом, обещания введения государственной системы автотранспортного страхования; получив же власть, они пренебрегли этим обещанием. Они также не сдержали обещания создать новую избирательную систему и увеличить социальные расходы. Наконец, новодемократы сократили социальные программы, а также ввели «общественный договор», обязывавший служащих государственного сектора ежегодно брать неоплачиваемые отпуска, которые стали называться «Rae days» (дни Рея). Они также заморозили заработную плату.
Общественный договор возмутил почти всё профсоюзное движение. Давний союзник НДП, глава ТКА (Профессионального союза канадских работников автомобильной промышленности) Базз Харгроув, Профессиональный союз служащих государственного аппарата Онтарио и другие профессиональные союзы государственного сектора отвернулись от Боба Рея и пообещали свергнуть его правительство. Налоги, которые ввёл Рей, также поставили крест на его переизбрании. Партию покинули тысячи членов, и стало очевидно, что НДП ждало поражение на выборах 1995.
В 1995 онтарийский уровень безработицы стремительно увеличивался, как и дефицит бюджета, что убедило большинство населения в том, что правительство Боба Рея стало неэффективно. Ряд обозревателей предсказывали лёгкую победу либералам Лина Маклауда, но в возрождающейся Прогрессивно-консервативная партия Майка Харриса, в 1987 признанной второсортной, произошёл сенсационный подъём, и она получила большинство. Маклауд оттолкнул от себя избирателей резкой переменой взглядов по таким вопросам кампании, как гражданские браки для лиц одного пола. Под конец либералы попытались подражать политике тори. Майк Харрис, наоборот, провёл кампанию по спорной, но откровенной программе, известной под названием Революция здравого смысла (Common Sense Revolution), обещая решить экономические проблемы Онтарио снижением налогов, роли государства и проведением политики, способствующей созданию рабочих мест на предприятиях. На выборах 1995 Прогрессивно-консервативная партия получила значительное большинство и тори вернулись к власти после долгого отсутствия, однако, уже без их традиционного центристского позиционирования Red Tory.

## Революция здравого смысла: 1995—2003
Новое правое правительство Майка Харриса реализовало неолиберальную программу сокращения социальных расходов и налогов («революцию здравого смысла»), и ему удалось уравновесить бюджет и значительно снизить налоги большинства онтарийцев как среднего, так и рабочего классов. Некоторые упрекают эту «революцию» в недостаточном качестве системы здравоохранения и просвещения и в переводе бремени издержек ряда программ с провинции на муниципалитеты. Сокращение федерального финансирования здравоохранения либеральным правительством Жана Кретьена также привело к неудачам в системе здравоохранения Онтарио. Сверх того, критики правительства попытались сослаться на то, что правительственные сокращения в министерстве окружающей среды и приватизация лабораторий по проверке качества питьевой воды заметно снизили уровень контроля, что привело к «уокертонской трагедии». Вспышка инфекции бактерий E. coli в мае 2000 от загрязнённых вод в онтарийском городе Уокертоне закончилась с немалым количеством умерших и больных. Ответственными за трагедию были признаны заведующий гражданским строительством Стэн Кёбель и его брат Фрэнк, крайне небрежно управшие безопасностью водоснабжения города. Среди предъявленных им пунктов обвинения можно отметить угрозу здоровью населения, изготовление поддельных документов и злоупотребление доверием.
Однако, несмотря на разногласия, сокращения социальных и образовательных программ и всеобщую забастовку преподавателей всей провинции в 1999, Майк Харрис был переизбран на выборах 1999, победив либералов Дальтона Макгинти. Его победе способствовала неудачная кампания либералов, создание большого числа рабочих мест за время нахождения Харриса у власти и его результаты по сокращению налогов. Предвыборная реклама тори, утверждавшая о недостаточной квалификации Макгинти выполнять будущие обязанности, также способствовала переизбранию Харриса.
Харрис подал в отставку в 2002, и после выборов главы партии его заменил Эрни Ивс. Правительство Ивса известно, главным образом, за замораживание крайне непопулярного плана Харриса по приватизации электроэнергетического монополиста Ontario Hydro, но только после того, как некоторые отделения компании всё-таки были проданы в частную собственность.

## Возвращение либералов
На онтарийских выборах 2003 Дальтон Макгинти привёл либералов к впечатляющей победе над тори Эрни Ивса, отличавшихся своими внутренними разногласиями, и получил устойчивое большинство. Главными обещаниями Макгинти были: увеличение расходов на здравоохранение, отмена преобразований Майка Харриса в сфере просвещения и торжественное обещание не увеличивать налоги.
Однако вскоре после выборов провинциальный контролёр начал проводить исследование, которое позволяло утверждать, что консерваторы Харриса и Ивса скрывали дефицит бюджета в размере не менее 5,6 миллиарда $. Действительно, федеральные трансферты и предполагаемая продажа LCBO и других активов, которая была проведена либералами после прихода к власти, возместили этот дефицит. Несмотря на это, министр финансов Грег Сорбара представил бюджет, предполагавший увеличение налогов и сборов на товары и операции, введение платежей за здравоохранение для всех онтарийцев, кроме граждан с низкими доходами, а также исключение некоторых услуг из ПМСО — программы медицинского страхования Онтарио. Этот бюджет вместе с разрешением строительства в экологически чувствительном районе морены Оук-Риджеса и невыполнением почти всех обещаний, данных в ходе кампании, сделали правительство Макгинти крайне непопулярным в первые месяцы нахождения у власти. Через месяц после выборов работой Макгинти было удовлетворено лишь 8 % населения, что стало рекордно низким результатом.
Однако после первого года у власти его положение улучшилось. Правительству Онтарио удалось договориться с федеральным правительством и другими провинциями о национальном соглашении о здравоохранении; была введена бесплатная вакцинация для детей; Макгинти объявил о планах по созданию «зелёного пояса» (ожесточённо оспариваемого большинством фермеров и сельских общин) в области Большого Торонто для сдерживания разрастания города; также было объявлено о плане по созданию «Городского собрания» для исследования возможности проведения избирательной реформы. Тори, со своей стороны, совершили перемещение к центру политической арены при избрании в руководство партии Джона Тори, бывшего помощника Билла Дэвиса. Тори выступает против приватизации, проводившейся Майком Харрисом и Эрни Ивсом, за отмену платежей за здравоохранение, а его социальная программа сходна с программой Макгинти.
Правительство Макгинти является автором нескольких законодательных инициатив, включая закон, позволяющий клиентам приходить в ресторан со своим вином, запрет на продажу вредных пищевых продуктов в государственных школах, запрет на курение в общественных местах и введение обязательного школьного образования до 18 лет. В 2005 правительство внесло изменения и в Закон об имуществе Онтарио. Также, после ряда обнародованных нападений на людей собак породы «питбуль» правительство предложило запретить разведение этих собак, что является в высшей степени спорным проектом, вызывающим как сильное сопротивление со стороны одних людей, так и устойчивую поддержку со стороны других.
Летом 2003 решение Апелляционного суда Онтарио привело к тому, что Онтарио стала первой и единственной канадской провинцией, признавшей законным однополый брак. В ответ на решение суда либералы Макгинти изменили закон провинции, касающийся супругов, для исключения из него всякого упоминания о поле партнёров, чтобы к ним могли быть причислены однополые пары.

## Федеральная политика в Онтарио
Онтарио, несмотря на господство федеральных либералов с 1995 по 2004, являлась провинцией с большим разнообразием политических отношений из-за разделения правых избирателей между более центристской Прогрессивно-консервативной партией и более консервативным Канадским союзом; воссоединение правых партий в Консервативной партии Канады способствовало уменьшению господства либералов. 
- Очень разнообразная и сочетающая множество культур область Большого Торонто на федеральном уровне отчётливо тяготеет к левому крылу. Но что интересно, на выборах 1995 и 1999 торонтский округ был как никогда прогрессивно-консервативным и поддержал тори в период заката экономического либерализма в правление Red Tory. Это сейчас он является оплотом либералов, за исключением нескольких округов в центре города, поддерживающих НДП. Поддержка консерваторов ограничивается пригородами, где эта партия получила несколько кресел.
- Юго-запад Онтарио сходен с американским Средним Западом (Midwest), к которому он прилегает, городские округа обычно тяготеют там к левому крылу (особенно Уинсор — профсоюзный оплот), а сельские области умеренно консервативны; однако, главным образом, из-за высокой индустриализации региона они менее консервативны, чем сельские районы некоторых онтарийских областей и соседних американских штатов. Исключение из этой закономерности составляет полоса между Лондоном и Брантфордом, а также области к северу и югу от этой полосы; они более консервативны и более типичны для областей центра Онтарио.
- Центр и восток Онтарио — определённо более консервативные области провинции из-за крупных сельскохозяйственных и религиозных баз, что в отношении общественного консерватизма делает их похожими на некоторые районы Канадского Запада и ряд сельских районов США. Исключение составляют центр Оттавы, где очень сильны активистские и профсоюзные движения, и самые восточные области, где очень велика доля франкоонтарийского населения и которые до настоящего времени являются оплотами либералов. Однако значительнейшая часть всей области склонна голосовать за Прогрессивно-консервативную партию Онтарио на провинциальном и за Консервативную партию Канады на федеральном уровне. Также для этой области характерна сильная враждебность села из-за такой политики, как «зелёный пояс» (противники которого утверждают, что он станет препятствием для торговли фермеров и может не помешать разрастанию города) или запрет питбулей.
- Север Онтарио обычно поддерживает либералов и новодемократов, главным образом, из-за высокого процента членов профсоюзов в области, а также высокой концентрации коренного населения. При этом более южные области консервативнее более северных в экономическом и социальном плане. Это особенно очевидно в округах Парри-Саунд и Мускока, в областях вокруг Норт-Бея и на острове Манитулин.